# Caligae

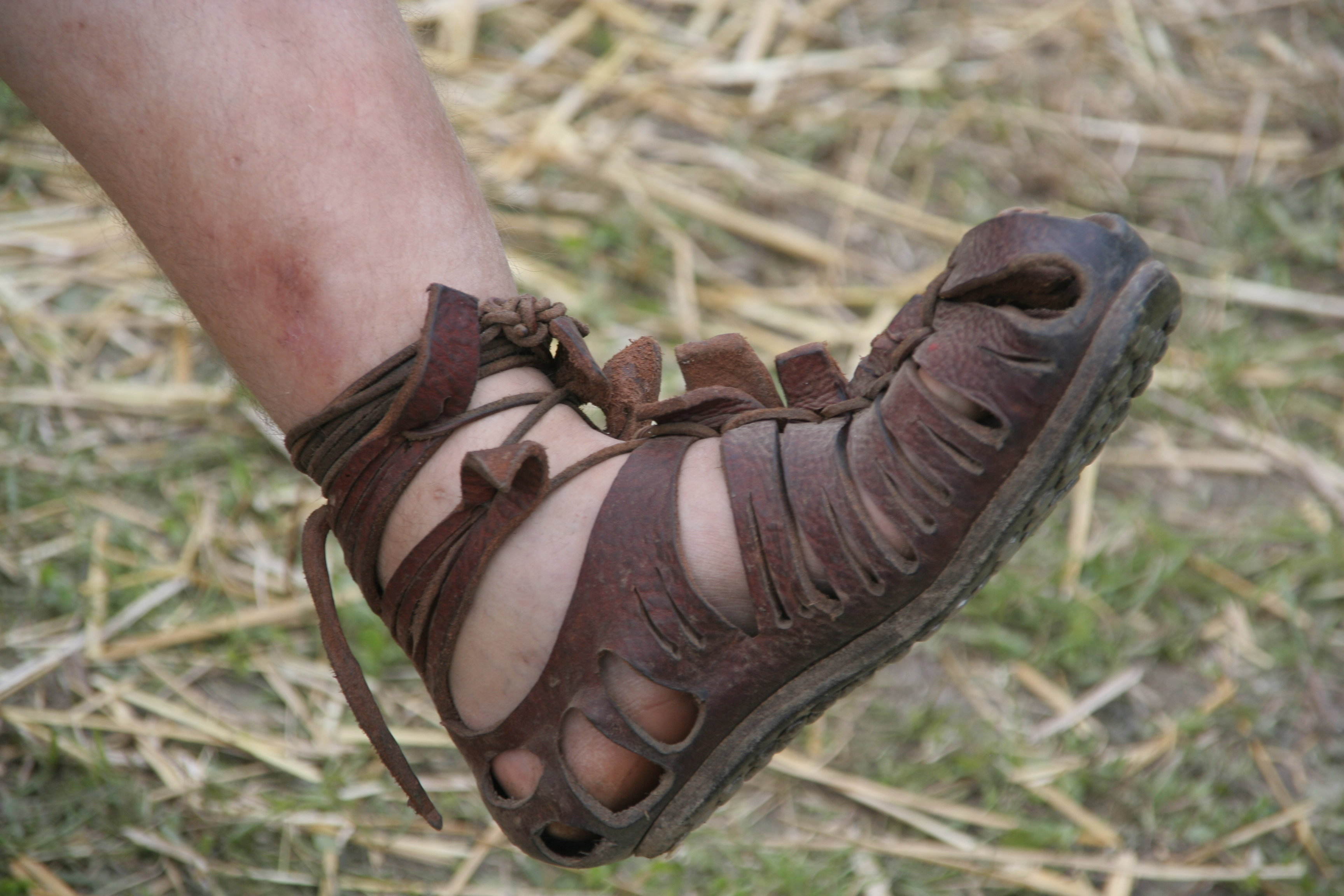
Une caliga romaine.

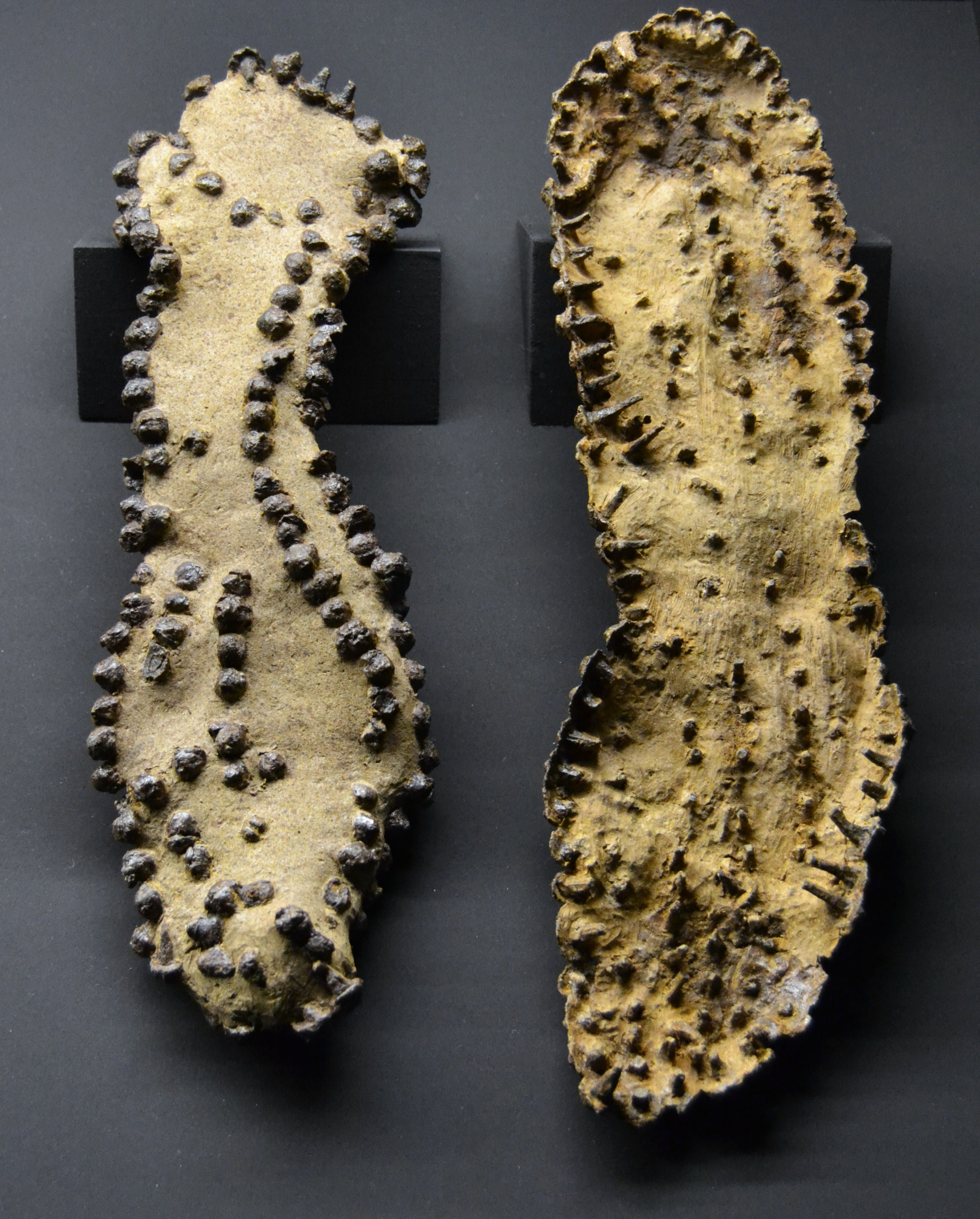
Une paire de caligae cloutées mise au jour dans la nécropole II de El Albir.

Les caligae (le singulier est caliga) sont les sandales lacées, faites de lanières de cuir, portées par les soldats romains. Elles remontent sur la cheville et sont généralement ouvertes au bout laissant les orteils à l'air. Elles sont munies d'une épaisse semelle de cuir lourdement ferrée de clous pointus caboches pour éviter de glisser.
Le semelage peut être un assemblage de semelles cloutées. Certaines sont constituées dans une seule et même pièce de cuir découpée.
Ces chaussures militaires sont parfaitement connues, puisque représentées sur de nombreuses statues. 
De plus, les découvertes archéologiques, notamment dans les tombes en ont livré nombre d'exemplaires, parfois en excellent état de conservation.
- Le nom de l'empereur Caligula est un sobriquet militaire, diminutif de caliga, qui signifie donc "sandalette".

Ne pas confondre avec Les Calceus
- Calceus (pluriel : calcei)
- Type : Chaussure fermée.
- Apparence : Couvre tout le pied et parfois une partie de la cheville ; en cuir, souvent avec des lacets.
- Utilisation : Portée par les citoyens romains, notamment lors des occasions formelles ou en ville.
- Symbolisme : Partie intégrante de la tenue officielle du citoyen romain, souvent associée à la toge.
- Exemple célèbre : Les sénateurs portaient des calcei senatorii (chaussures noires avec une boucle en forme de croissant d'or).